# ناماناره‌زوشی
ناماناره‌زوشی یا ناماناری‌زوشی یا ناماناره یا ناماناری (به ژاپنی: 生成, なまなれ, なまなり namanare or namanari) نوعی سوشی است که در دوره موروماچی ( ۱۳۳۶ تا ۱۵۷۳ میلادی) به وجود آمد. اصل و روش تهیه مانند نوع قدیم‌تر سوشی ناره‌زوشی است و در آن ماهی در داخل برنج خوابانده شده و تخمیر می‌شود. تفاوت ناره‌زوشی با ناماناره‌زوشی تنها در زمان خواباندن است که در نوع جدیدتر بسیار کوتاه‌تر شده‌است. در این روش به مدت تقریبی ۲ هفته تا یک ماه ماهی خام در برنج قرار می‌گیرد. در این نوع بخاطر کوتاه شدن زمان تهیه، برنج بکار رفته مانند ناره‌زوشی از بین نرفته و برنج نیز به همراه ماهی قابل خوردن است اما مانند ناره‌زوشی بوی ناخوشایندی دارد. در تاریخچه سوشی پیدایش ناماناره‌زوشی آغاز تبدیل شدن سوشی از یک روش نگهداری غذا به یک دستور غذای جدید در آشپزی ژاپنی به‌شمار می‌آید.